# Újfehértó
Újfehértó (em iídiche: Ratzfert) é uma cidade localizada no condado Szabolcs-Szatmár-Bereg, em Hungria.